# Рот, Франсуа Ксавье
Франсуа Ксавье Рот (фр. François-Xavier Roth; род. 1971) — французский дирижёр.
Окончил Парижскую консерваторию, где учился у Алена Мариона и Яноша Фюрста. В 2000 г. разделил с Паблосом Гонсалесом Бернардо победу на Международном конкурсе дирижёров Донателлы Флик в Лондоне, чем и заложил начало своей международной и особенно британской карьеры: далее работал вторым дирижёром в Лондонском симфоническом оркестре, затем ассистировал Джону Элиоту Гардинеру в ряде оперных проектов.
В 2003 году основал собственный оркестр «Столетия» (фр. Les Siècles), с которым, в частности, записал диск сочинений Жоржа Бизе и Эмманюэля Шабрие.
В 2009 году возглавил Льежский филармонический оркестр.